# 保羅 (希臘王儲)
保罗（希臘語：Παύλος，羅馬化：Pavlos，1967年5月20日—），又译帕夫洛斯，是希臘末代国王康斯坦丁二世的長子，曾是名義上的王儲；因希臘王室是丹麥王室的直系後代，所以同時也是丹麥王子。2023年1月其父去世後，成為希腊格吕克斯堡家族首领。假设希腊王政复辟，保罗的尊号将为保罗二世。

## 生平
保罗不足一歲時，已因國內政局動盪而長期出走他國。他在英國接受教育，成年後在美國居住。1995年7月1日，他和美國名媛瑪麗-珊圖·米勒结婚，生有五个子女。
2023年1月10日，保罗的父親康斯坦丁二世去世，保羅繼位成希腊格呂克斯堡家族及王室首領。他在葬礼上发表了對康斯坦丁二世的悼词，并在葬礼上与他的親戚一起抬着他的棺材。在之后有传言称保羅打算永久移居希腊，但后来被希腊王室发言人伊维·马克里斯否认为“完全错误”。1月22日，在他父亲去世后，保羅接受了法国杂志的采访，谈到了他在希腊的新角色。在采访中，保羅感谢公众对希腊王室的尊重，并表示那些參加葬礼上的人，无论他们是否是保王派，或在向一位历史人物致敬，并表示这是希腊历史的一部分。当被问及自己在希腊社会中所扮演的角色时，保羅解释说他“不会担任官方角色”，但会“为家族树立榜样”。他补充说，他的长子康斯坦丁-艾力西奧也不会担任任何官职，但会“以祖父为榜样，做一个好人”。
保羅繼位為希腊格呂克斯堡及王室首脑後的首次公开声明，发生在2023年色萨利火车相撞事故，该事故造成近60人死亡；保羅发表声明说：“今天整个希腊都在哀悼。我们的思念和祈祷与在这场难以想象的悲剧中失去亲人的家人以及我们真诚希望能尽快出院的伤者同在。” 保羅还感谢参与救援和医疗队的“超人努力”，然后向在事故中失去孩子的家庭表示“心碎”的哀悼，并祈求上帝保佑他们所有人。不久之后，当保羅当月离开雅典时，据透露他和他的家人一直在希腊寻找一个家，保羅告诉记者他还没有“找到房子”。
2023年4月，保羅参加了在汉普顿举行的希腊东正教复活节礼拜，他的儿子康斯坦丁-艾力西奧和奧德修斯-基文在那里举行了墓志铭。保羅于5月与母亲和妻子一起参加了英王查爾斯三世和卡蜜拉王后加冕禮。

## 頭銜及荣誉
- 希腊王儲殿下：1967年5月20日至1973年6月1日
- 丹麥的保羅王子殿下：1967年5月20日至今

- 丹麦
  -  大象勳章騎士（Knight Grand Cross with Collar of the Order of the Elephant）
- 希臘
  -  救世主勳章大十字級（Knight Grand Cross of the Order of the Redeemer）